# 로버트 F. 케네디 메모리얼 스타디움
로버트 F. 케네디 메모리얼 스타디움(Robert F.Kennedy Memorial Stadium)은 미국 워싱턴 D.C에 위치한 다목적 경기장이다. 1961년에 D.C. 스타디움(District of Columbia Stadium)으로 개장하였으며, 1969년에 로버트 F. 케네디를 기리기 위해 현재의 명칭으로 바꾸었다. 1994년 FIFA 월드컵, 1996년 하계 올림픽 축구, 2003년 FIFA 여자 월드컵에서 경기장으로 사용되었고, 과거 메이저 리그 베이스볼 워싱턴 내셔널스, 워싱턴 세너터스와 NFL 워싱턴 레드스킨스, NASL 워싱턴 디플로매츠, USFL 워싱턴 페더럴스, 메이저 리그 사커 D.C. 유나이티드의 홈경기장으로 사용되었다.
| 메이저 리그 베이스볼 올스타전 개최 경기장 |                      |             |
| 1961년                                    | 1962년 D.C. 스타디움 | 1962년      |
| 펜웨이 파크                               | 1962년 D.C. 스타디움 | 리글리 필드 |
|                                           |                      |             |
|                                           |                      |             |

| 메이저 리그 베이스볼 올스타전 개최 경기장 |                     |                     |
| 1968년                                    | 1969년 RFK 스타디움 | 1970년              |
| 애스트로돔                                | 1969년 RFK 스타디움 | 리버프론트 스타디움 |
|                                           |                     |                     |
|                                           |                     |                     |

| MLS 올스타전 개최 경기장 |                     |              |
| 2001년                   | 2002년 RFK 스타디움 | 2003년       |
| 스파르탄 스타디움        | 2002년 RFK 스타디움 | 홈 디포 센터 |
|                          |                     |              |
|                          |                     |              |

| MLS 올스타전 개최 경기장 |                     |                        |
| 2003년                   | 2004년 RFK 스타디움 | 2005년                 |
| 홈 디포 센터             | 2004년 RFK 스타디움 | 콜럼버스 크루 스타디움 |
|                          |                     |                        |
|                          |                     |                        |